# Dom Akademicki „Kredka” we Wrocławiu

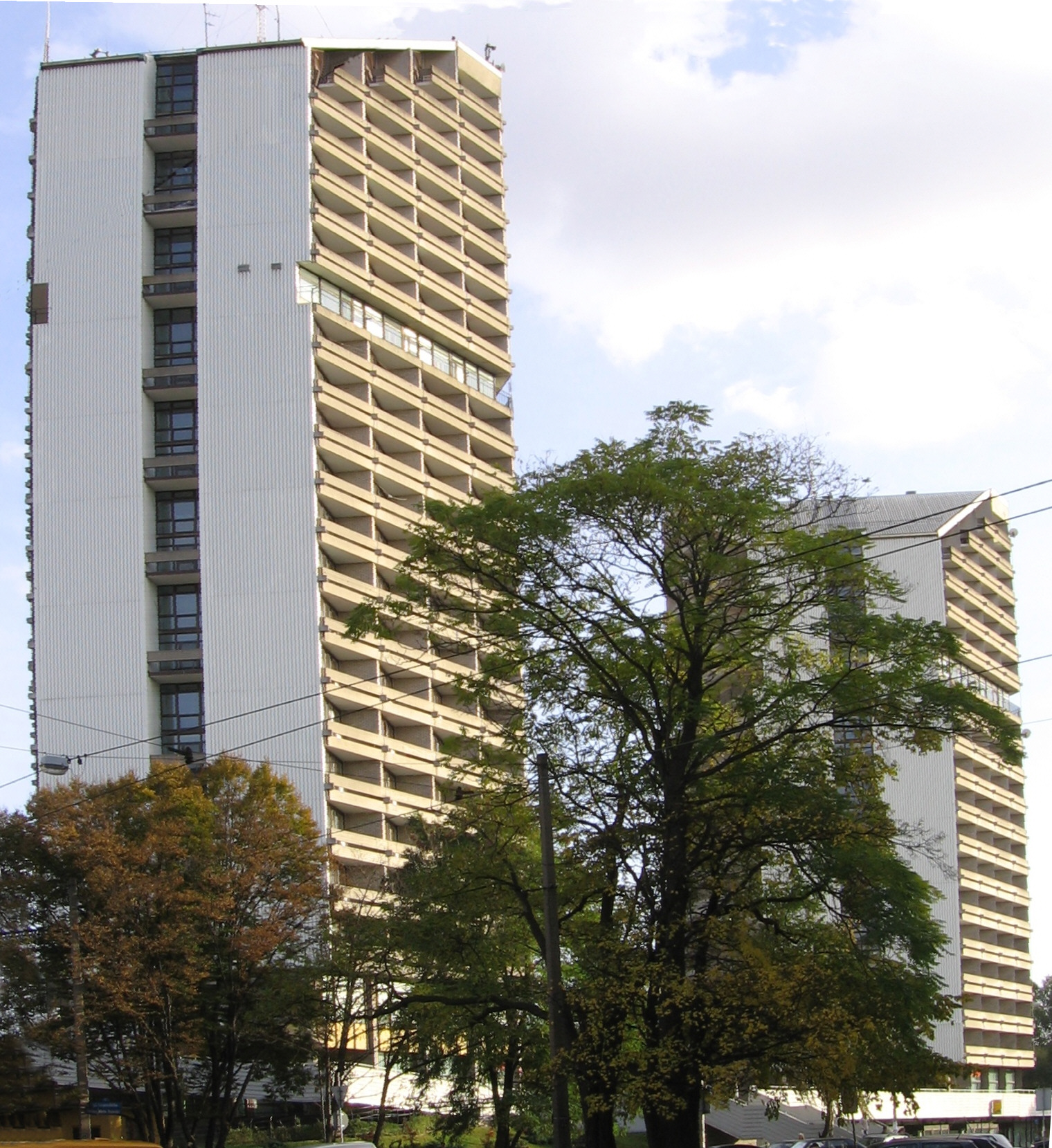
Akademik Kredka przy ul. Grunwaldzkiej

Dom Akademicki „Kredka” we Wrocławiu – modernistyczny budynek należący do Uniwersytetu Wrocławskiego, mieści się przy ulicy Grunwaldzkiej 69 we Wrocławiu. Wybudowany w 1991 roku.
Budynek liczy 24 kondygnacje, na których znajduje się 290 pokoi. W budynku znajdowały się sala telewizyjna, siłownia, pokoje nauki oraz klub z bufetem, otwarto w nim także przychodnię lekarską.
Akademik jest koedukacyjny, każdy moduł składa się z dwóch 2 lub 1-osobowych pokoi, łazienki oraz aneksu kuchennego. Architektami kompleksu akademików „Kredka” i „Ołówek” byli Krystyna i Marian Barscy, którzy zaprojektowali akademiki w latach 1975–1980. W 1992 roku „Kredka” i „Ołówek” zdobyły Nagrodę II stopnia Ministra Budownictwa i Gospodarki Przestrzennej.
W kwietniu 2007, w związku z planowanym wyburzeniem budynku „Poltegor Centre”, na dachu którego zainstalowana była antena nadawcza telewizji „TeDe”, nową antenę tej stacji zainstalowano na dachu „Kredki”.
Z dachu akademika nadawane są także m.in. programy radiowe stacji RMF Classic i Antyradio.
| LP | Nazwa stacji      | Częstotliwość | Moc     | Polaryzacja |
| -- | ----------------- | ------------- | ------- | ----------- |
| 1  | Radio Gra Wrocław | 95,10 MHz     | 0,5 kW  | pionowa     |
| 2  | Radio Wnet        | 96,80 MHz     | 0,1 kW  | pionowa     |
| 3  | RMF Classic       | 99,20 MHz     | 0,5 kW  | pionowa     |
| 4  | Muzo.fm           | 103,70 MHz    | 2 kW    | pionowa     |
| 5  | Antyradio         | 106,90 MHz    | 1,86 kW | pionowa     |

| LP | Nazwa stacji | Częstotliwość | Kanał | Moc  | Polaryzacja |
| -- | ------------ | ------------- | ----- | ---- | ----------- |
| 1  | TV Odra/TV4  | 551,25 MHz    | 31    | 1 kW | pozioma     |

| Skład multipleksu | Częstotliwość | Kanały | Moc nadajnika | Polaryzacja | Kompresja | Rodzaj szyfrowania |
| --- | ------------- | ------ | ------------- | ----------- | --------- | ------------------ |
| Multipleks Polsatu Box - TVP1 - TVP2 - Polsat - TVN - TV4 - TV Puls | 658 MHz       | 44     | 5 kW          | pionowa     | MPEG-4    | FTA                |
| - Polsat News - Polsat Film - TVP Seriale - Kino Polska - Comedy Central - Polsat Sport - Polsat Sport Extra - Nickelodeon - RMF FM - RMF Maxxx - Muzo.fm - Radio Zet - Antyradio - Radio Plus - Tok FM - Rock Radio - Radio Złote Przeboje - Radio Eska Rock - Radio Bajka - Moje Polskie Radio | 658 MHz       | 44     | 5 kW          | pionowa     | MPEG-4    | Irdeto 3           |